# Pachira yapacanae
Pachira yapacanae är en malvaväxtart som beskrevs av Julian Alfred Steyermark och W.S. Alverson. Pachira yapacanae ingår i släktet Pachira och familjen malvaväxter. Inga underarter finns listade i Catalogue of Life.